# 分散孢粉
分散孢粉（拉丁語：sporae dispersae），泛指脱离母体植物、不与任何器官相连而分散保存于地层中的孢子与花粉。与之相对地，因保存于孢子囊或花粉囊中而可以准确地确定其亲缘关系的孢子与花粉称原位孢粉。地层中发现的原位孢粉非常少，绝大多数为分散孢粉。原位孢粉可以直接采用其母体植物的分类和命名，分散孢粉则只能作为器官属或形态属进行分类。因为一些不同植物的孢粉形态极为相似，而一些同属植物却可产生不同的孢粉，而且一些已经绝灭的植物所产生的孢粉也已经完全绝迹，所以孢粉化石的分类与命名常常是多种分类系统并存，各位学者的意见不一，成为孢粉研究中的重要问题之一。